# Narcissus bakeri
Narcissus bakeri är en amaryllisväxtart som beskrevs av Karl Carl Richter. Narcissus bakeri ingår i släktet narcisser, och familjen amaryllisväxter. Inga underarter finns listade i Catalogue of Life.